# 장닝루역
장닝루역(중국어: 江宁路站, 영어: Jiangning Road station)은 중화인민공화국 상하이 푸퉈구에 위치한 지하철 13호선의 역이다.